# Агалы I
Агалы I (азерб. Birinci Ağalı — Биринджи Агалы) — село в одноимённом административно-территориальном округе Зангеланского района Азербайджана. Расположено на берегу реки Акера.

## История
В ходе Первой карабахской войны в 1993 году село было занято армянскими вооружёнными силами, и до октября 2020 года находилось под контролем непризнанной НКР. 
28 октября 2020 года, в ходе вооружённого конфликта, президент Азербайджана объявил об освобождении села Биринджи Агалы вооружёнными силами Азербайджана.
В селе Агалы I до занятия армянскими вооружёнными силами проживало 40 семей (154 человек).

## Восстановление после войны
В феврале 2021 года президент Азербайджана посетил территорию сёл Агалы I, Агалы II и Агалы III и объявил, что в ближайшие месяцы начнётся восстановление этих сёл. Эти сёла должны будут стать первыми восстановленными населёнными пунктами в Карабахе. В июле того же года было объявлено, что ведутся строительно-созидательные работы для реализации концепции «умное село».
В мае 2022 года открыт пункт Smart DOST.
В июле 2022 года началось переселение первой группы жителей. 19 июля 2022 года 40 семей вернулось в родное село.
На октябрь 2024 года обеспечена занятость 313 человек. Созданы небольшие хозяйства.